# Vláda Vachtanga Kolbaji
Vláda Vachtanga Kolbaji, jež spravovala záležitosti Gruzií uznané Autonomní republiky Abcházie, vzešla poté, kdy 8. dubna 2013 podala demisi předchozí vláda Giorgiho Baramiji. Tato vláda de jure sídlila v Suchumi, de facto však vládla z exilu v Tbilisi a na záležitosti uvnitř nezávislé Abcházie neměla žádný praktický vliv, neboť tam na počátku funkčního období vládla separatistická vláda prezidenta Ankvaba a po jeho rezignaci dále vláda Raula Chadžimby. Předsedou Nejvyšší rady Autonomní republiky Abcházie byl Vachtang Kolbaja a jednalo se o v pořadí šestou de jure vládu, uznávanou jako nedílná součást Gruzie.

## Seznam členů vlády
|                                                                  |                                                      |                                                      |                                                      |                                                      |
| Nejvyšší rada Autonomní republiky Abcházie                       |                                                      |                                                      |                                                      |                                                      |
| Předseda vlády                                                   | Vachtang Kolbaja 8. dubna 2013 - 1. května 2019      | Vachtang Kolbaja 8. dubna 2013 - 1. května 2019      | Vachtang Kolbaja 8. dubna 2013 - 1. května 2019      | Vachtang Kolbaja 8. dubna 2013 - 1. května 2019      |
| Ministři vlády:                                                  |                                                      |                                                      |                                                      |                                                      |
| Ministr školství a kultury                                       | Dimitri Džajani 8. dubna 2013 - 2018?                | Dimitri Džajani 8. dubna 2013 - 2018?                | Manana Kvačachijová 2018? - 1. května 2019           | Manana Kvačachijová 2018? - 1. května 2019           |
| Ministr financí a hospodářství                                   | Murman Parpalija 8. dubna 2013 - 1. května 2019      | Murman Parpalija 8. dubna 2013 - 1. května 2019      | Murman Parpalija 8. dubna 2013 - 1. května 2019      | Murman Parpalija 8. dubna 2013 - 1. května 2019      |
| Ministr zdravotnictví a sociálních věcí                          | Ketevan Bakaradzeová 8. dubna 2013 - 1. května 2019  | Ketevan Bakaradzeová 8. dubna 2013 - 1. května 2019  | Ketevan Bakaradzeová 8. dubna 2013 - 1. května 2019  | Ketevan Bakaradzeová 8. dubna 2013 - 1. května 2019  |
| Ministr budování důvěry a usmíření                               | David Gvadzabija 8. dubna 2013 - 1. května 2019      | David Gvadzabija 8. dubna 2013 - 1. května 2019      | David Gvadzabija 8. dubna 2013 - 1. května 2019      | David Gvadzabija 8. dubna 2013 - 1. května 2019      |
| Předsedové neministerských resortů:                              |                                                      |                                                      |                                                      |                                                      |
| Předseda výboru záležitostí vnitrozemských vyhnanců z domovů     | Konstantin Kučuchidze 8. dubna 2013 - 1. května 2019 | Konstantin Kučuchidze 8. dubna 2013 - 1. května 2019 | Konstantin Kučuchidze 8. dubna 2013 - 1. května 2019 | Konstantin Kučuchidze 8. dubna 2013 - 1. května 2019 |
| Předseda výboru spravedlnosti                                    | Igor Kopaliani 8. dubna 2013 - 1. května 2019        | Igor Kopaliani 8. dubna 2013 - 1. května 2019        | Igor Kopaliani 8. dubna 2013 - 1. května 2019        | Igor Kopaliani 8. dubna 2013 - 1. května 2019        |
| Předseda výboru zemědělství, ochrany přírody a přírodních zdrojů | Valerij Basarija 8. dubna 2013 - 1. května 2019      | Valerij Basarija 8. dubna 2013 - 1. května 2019      | Valerij Basarija 8. dubna 2013 - 1. května 2019      | Valerij Basarija 8. dubna 2013 - 1. května 2019      |